# Graham (Georgia)
Graham – miasto w Stanach Zjednoczonych, w stanie Georgia, w hrabstwie Appling.